# Bonaparte's Retreat
«Bonaparte's Retreat» es el título de varios temas relacionados. Aunque existen varias melodías para violín tradicional diferentes tituladas «Bonaparte's Retreat», la más común es una melodía antigua estadounidense que data al menos de fines del siglo XIX y probablemente de mucho antes. En 1950, el artista de música country estadounidense Pee Wee King grabó una versión modificada de esa melodía, con letra agregada, a la que también llamó «Bonaparte's Retreat». La versión más conocida de la canción es una grabación por el músico estadounidense Glen Campbell. Se publicó en julio de 1974 como el segundo y último sencillo de su vigésimo sexto álbum de estudio, Houston (I'm Comin' to See You) (1974).

## Recepción de la crítica
Un escritor no especificado de la revista Cash Box declaró: “Esta melodía contagiosa y acelerada te hará tocar los dedos de los pies en poco tiempo. Con instrumentación tan diversa como gaitas y Glen cantando con un estilo diferente, la melodía se complementa con un excelente violín”.

## Lista de canciones
- US 7" single – Capitol 3926[4]

1. «Bonaparte's Retreat» – 2:48
2. «Too Many Mornings» – 2:50

## Posicionamiento

### Gráfica semanal
| Gráfica (1974)                                 | Pico de posición |
| ---------------------------------------------- | ---------------- |
| Australia (Kent Music Report)                  | 4                |
| Canadá (RPM Country Playlist)                  | 1                |
| Estados Unidos (Billboard Hot Country Singles) | 3                |

### Gráfica de fin de año
| Gráfica (1974)                | Pico de posición |
| ----------------------------- | ---------------- |
| Australia (Kent Music Report) | 30               |